# Lijst van burgemeesters van Megen, Haren en Macharen
Dit is een lijst van burgemeesters van de voormalige Nederlandse gemeente Megen, Haren en Macharen vanaf de vorming in 1820 tot die gemeente op 1 januari 1994 opging in de gemeente Oss.
| Ambtsperiode | Naam burgemeester                             | Partij of stroming | Bijzonderheden                                                                                         |
| ------------ | --------------------------------------------- | ------------------ | --- |
| 1820 - 1838  | E. van der Heijden                            |                    | vanaf 1818 al schout van Megen                                                                         |
| 1821 - 1838  | C. van der Heijden                            |                    | |
| 1838 - 1855  | J.F. (Joannes Franciscus) Sengers (1783-1859) |                    | |
| 1856 - 1859  | B. Libotté                                    |                    | |
| 1860 - 1888  | A. (Adrianus) Sengers (1826-1909)             |                    | tevens burgemeester van Oijen en Teeffelen (1875-1888)                                                 |
| 1888 - 1918  | W.H. Remmen                                   |                    | |
| 1918 - 1946  | M.P.J. van Vlokhoven                          |                    | tevens waarnemend burgemeester van Oijen en Teeffelen (1937-1939), eerder burgemeester van Luyksgestel |
| 1946 - 1952  | H.W.H. van Raaij                              |                    | |
| 1952 - 1965  | A.A. van den Acker                            |                    | |
| 1965 - 1986  | Ton (A.H.) Bus                                | KVP / CDA          | later o.a. waarnemend burgemeester van Maasdriel                                                       |
| 1986 - 1993  | Will (W.M.) de Laat                           | CDA                | later/tevens o.a. waarnemend burgemeester van Den Dungen                                               |